# Ćwierćtalar

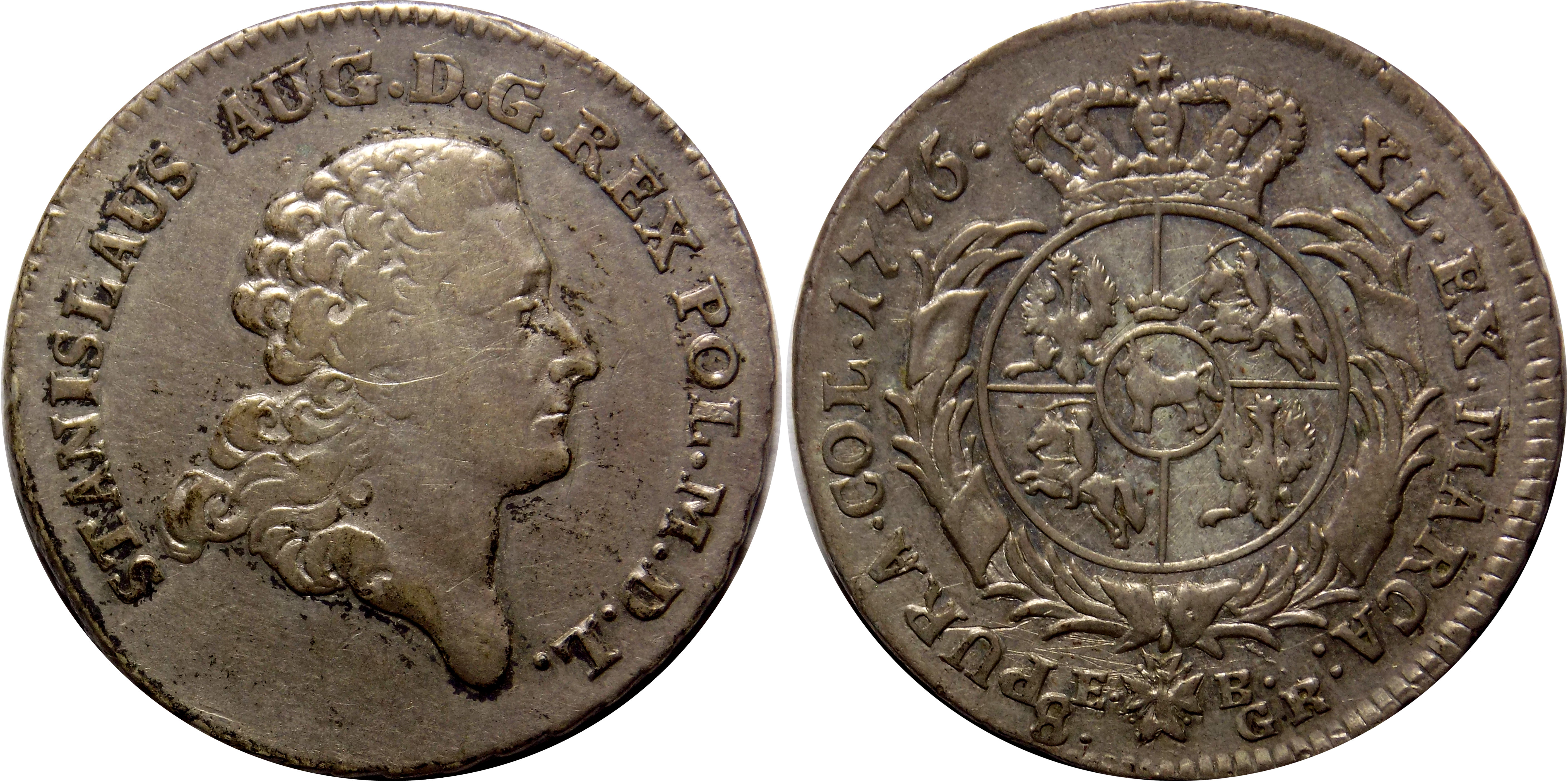
8 groszy srebrnych (ćwierćtalar) z 1775 r.

Ćwierćtalar – gatunek pieniądza wprowadzony na ziemiach polskich za sprawą ordynacji menniczej z 1623 r.
Ćwierćtalary w rzeczywistości wprowadzono do obiegu w 1628 r., jako równowartość 5/6 złotego lub 22 groszy. Bito je wtedy z 7,21 gram srebra próby 875. 
Przed 1623 r. funkcję ćwierćtalara pełnił ort, którego kurs w stosunku do talara (powinien wynosić 4:1), w związku z kolejnymi korektami, uległ rozerwaniu na przestrzeni kilkunastu lat od pojawienia się orta w obiegu w pierwszym dziesięcioleciu XVII w.
W reformie monetarnej Jana Kazimierza z 1650 r. nie było miejsca dla ćwierćtalarów. Powrócono do nich za czasów legalnych pod względem prawnym emisji Augusta III z lat 1760–1762, bijąc je na podstawie nowo przyjętej stopy menniczej, tzw. konwencyjnej. Jako ¼ talara gatunek ten stanowił wówczas równowartość 1 złotego polskiego, czyli 30 groszy i miały masę 7,306 grama srebra próby 756.
Pomimo tego, że system monetarny ostatniego Sasa stał się podstawą rozwiązań przyjętych w reformie Stanisława Augusta Poniatowskiego z 1766 r., ćwierćtalara przemianowano wtedy na 8 groszy srebrnych, o masie 9,35 grama próby 601. Ośmiogrosżówka srebrna została ostatecznie zniesiona w czasie insurekcji kościuszkowskiej, po wprowadzeniu rozporządzenia Rady Najwyższej Narodowej z 14 czerwca 1794 r.